# Догьё
Догьё — село в Газимуро-Заводском районе Забайкальского края России. Входит в состав сельского поселения «Трубачёвское». Основано в 1726 году.

## География
Село находится в южной части района, на левом берегу реки Буня (приток реки Газимур), на расстоянии примерно 8 км (по прямой) к юго-западу от села Газимурский Завод, административного центра района. Абсолютная высота — 708 м над уровнем моря.
Климат
Климат характеризуется как резко континентальный с продолжительной морозной зимой и тёплым летом. Средняя температура воздуха самого холодного месяца (января) составляет −27 °C; средняя температура самого тёплого месяца (июля) — 16 — 19 °C. Среднегодовое количество атмосферных осадков составляет 350—400 мм.
Часовой пояс
Село Догьё, как и весь Забайкальский край, находится в часовой зоне МСК+6. Смещение применяемого времени относительно UTC составляет +9:00.

## Население
| 2010 | 2021 |
| ---- | ---- |
| 73   | ↘42  |

Половой состав
По данным Всероссийской переписи населения 2010 года, в гендерной структуре населения мужчины составляли 46,6 %, женщины — соответственно 53,4 %.
Национальный состав
Согласно результатам переписи 2002 года, в национальной структуре населения русские составляли 100 % из 92 чел.

## Улицы
- ул. Майская,
- ул. Мостовая,
- ул. Солнечная[8].